# Слівники (гміна Озоркув)
Слівники (пол. Śliwniki) — село в Польщі, у гміні Озоркув Зґерського повіту Лодзинського воєводства.
Населення — 93 особи (2011).
У 1975-1998 роках село належало до Лодзинського воєводства.

## Демографія
Демографічна структура станом на 31 березня 2011 року:
|          | Загалом | Допрацездатний вік | Працездатний вік | Постпрацездатний вік |
| -------- | ------- | ------------------ | ---------------- | -------------------- |
| Чоловіки | 45      | 8                  | 33               | 4                    |
| Жінки    | 48      | 7                  | 30               | 11                   |
| Разом    | 93      | 15                 | 63               | 15                   |